# Yassıada
Yassıada (in greco Πλάτη?, Plati), ribattezzata nel 2013 Demokrasi ve Özgürlük Adası (in turco Isola della democrazia e della libertà), è una delle nove isole che costituiscono le Isole dei Principi nel Mar di Marmara. L'isola ha una superficie di 0,05 km² e amministrativamente fa parte del distretto di Adalar ("delle isole") della provincia di Istanbul.

## Storia
Durante il periodo bizantino, Yassıada fu un luogo di esilio di vari personaggi tra cui dl Patriarca Armeno Narsete il Grande, che venne recluso nell'isola prima di essere incarcerato a Büyükada nel IV secolo. Nel secolo XI, i bizantini usarono l'isola per rinchiudervi i prigionieri politici e attualmente se possono visitare i resti di quattro celle sotterranee dell'epoca. Inoltre costruirono un monastero e una chiesa. Yassıada venne occupata dai crociati durante la IV Crociata nel 1204.
Nel 1857 l'ambasciatore britannico Henry Bulwer, fratello dello scrittore Edward Bulwer-Lytton acquistò l'isola costruendovi una residenza simile ad un castello e organizzando la produzione agricola per dipendere il meno possibile dall'esterno e successivamente vendette l'isola al Chedivè ottomano Isma'il Pascià, che non si prese cura della manutenzione.
Con la proclamazione della Repubblica nel 1923, l'isola passó allo stato turco, e nel 1947, Yassıada venne ceduta alla Marina turca.
Nel 1993 divenne proprietà dell'Università di Istanbul per attività di formazione e ricerca, ma i forti venti della zona rendevano difficile la vita degli studenti e i corsi vennero spostati in altro luogo.
Attualmente nell'isola si svolgono numerosi corsi di attività subacquea.
Dal 2015 nell'isola si sono svolti importanti lavori edilizi, fortemente contestati, che hanno riguardato fra l'altro la costruzione del "Museo del 27 Maggio", di un Centro Congressi, un Hotel e una Moschea, e che si sono conclusi nel 2020. A causa di ciò, l'isola è stata soprannominata da gruppi ecologisti Betonada ("Isola di Cemento" in Turco).

## Cambio del nome
Nell'isola di Yassıada venne svolto il processo agli esponenti del Partito Democratico dopo il colpo di stato militare del 1960 che aveva rovesciato il governo del primo ministro Adnan Menderes. Il processo venne celebrato da parte di un tribunale speciale nominato dalla giunta militare e si concluse con la condanna a morte di quindici degli accusati e con l'esecuzione di tre di loro: l'ex primo ministro Menderes, l'ex ministro degli Esteri Fatin Rüştü Zorlu e l'ex ministro delle finanze Hasa Polatakan, che vennero giustiziati mediante impiccagione nel carcere dell'isola di İmralı il 16 settembre 1961. Dopo il processo l'isola venne restituita alla Marina turca fino al 1978. Menderes, Zorlu e Polatakan verranno riabilitati postumi molti anni dopo e le loro salme portate in un mausoleo di Istanbul il 17 settembre 1990.
Nel ricordo di quel processo l'isola è stata ribattezzata Demokrasi ve Özgürlük Adası (turco: Isola della Democrazia e della Libertà) il 7 novembre 2013.